# Ein Mord, den jeder begeht
Ein Mord den jeder begeht ist ein 1938 erschienener Roman von Heimito von Doderer. Das Werk erzählt die Lebensgeschichte des Textilingenieurs Conrad Castiletz.

## Inhalt

### Jugend
Conrad Castiletz wächst als einziges Kind seiner Eltern auf, er wird auch „Kokosch“ genannt. Der Vater ist Tuchhändler und schon etwas älter, die Mutter zwanzig Jahre jünger, die Familie ist wohlhabend. So kommt es auch, dass Conrad vom Ersten Weltkrieg in seinen Knabenjahren kaum etwas bemerkt und es ihm an nichts fehlt. Er besucht eine gute Schule und ist ein mittelmäßiger Schüler. In seiner Freizeit spielt er in den Auen am Rande eines Kanals und fängt Wassergetier, mit oder eher neben Gleichaltrigen proletarischer Herkunft, die ihm und denen er fremd ist. Als er sich einmal ausgelassen auf ihre derben Spiele einlässt, endet es damit, dass er eine gefangene Schlange an einem Uferstein zerschmettert. In seiner eher begriffslosen Denkungsart nimmt er sich vor: „Keine Molche mehr!“ 
Mittelmäßigkeit bestimmt auch das weitere Leben Conrads, der weder besonders klug noch besonders fleißig ist. Er eckt nie an, kommt in der Schule und später mit seiner Karriere als Textilingenieur aber gut zurecht, indem er auf gelegtem Geleis fährt.
Mit fünfzehn Jahren wird er auf Besuch zu seiner Tante geschickt. Für Conrad ist diese Reise in der Nacht vom 24. auf den 25. Juli 1921 sehr aufregend. Er fährt im Nachtzug in einem Abteil, in dem einige junge Leute eine feuchtfröhliche lustige Runde bilden, bemerkt aber, obwohl er selbst ausgelassen wird und das gerne, dass ihm ihre lose Art im Grunde nicht gefällt. Ein Mitreisender kommt auf die Idee, der Dame, die allein im Nebenabteil sitzt, einen Streich zu spielen. Ein Medizinstudent packt aus seinem Koffer einen Totenschädel aus, der soll ihr, mit einem Spazierstock vor ihr Abteilfenster gehalten, einen gehörigen Schrecken einjagen. Conrad übernimmt es gerne, den Stock zu halten; nicht ganz ungefährlich für ihn selbst, wie er bemerkt, denn der Zug fährt gerade in einen engen Tunnel ein. Im Nebenabteil bleibt es still, Conrad glaubt allerdings, einen Schrei gehört zu haben, bald verlieren die jungen Leute das Interesse.
Conrads Leben verläuft weiter in normalen Bahnen, er wird älter, verliebt sich in ein Mädchen, eine Näherin mit dem Namen Ida. Ein älterer Freund, von den Eltern für ihn als Studienhelfer engagiert, bedeutet ihm, dass dieses Mädchen nicht standesgemäß sei und er die Beziehung lösen solle, was er sofort befolgt. Einige Zeit darauf hört er, dass Ida verstorben sei.

### Reife und Tod
Nach beendeter Ausbildung schickt ihn sein Vater zu Bekannten nach Württemberg, damit er dort Berufserfahrung sammle. Er wird von der reichen Fabrikantenfamilie Veik, in deren Textilfabrik er vermittelt wurde, freundlich aufgenommen und beginnt dort seine Karriere, die ihn auf Leitungsaufgaben vorbereitet. In dieser Zeit lernt Conrad auch die Nichte des Fabrikanten, Marianne Veik, kennen; der vielversprechende junge Mann heiratet die gute Partie.
Als er eines Tages das Bild eines Mädchens in der Bibliothek seines Schwiegervaters sieht, nimmt es ihn sogleich gefangen. Er erfährt, dass es die Schwester seiner Frau sei, Louison Veik, die während einer Zugfahrt ermordet wurde, ein inzwischen von den Behörden als ungeklärt abgelegter Fall. Conrad fasst den Plan, ihn selbst aufzuklären, ein Unterfangen, das er mit wachsendem Eifer betreibt und bei dem er zunächst auch erfährt, dass er bei seiner damaligen Reise im selben Zug wie die Ermordete fuhr. Seine Frau, schon immer auf ihre Schwester eifersüchtig gewesen, fühlt sich durch sein Interesse an der Toten zurückgesetzt, wendet sich anderen, hauptsächlich sportlichen Interessen zu und ist in der Gesellschaft anderer Sportler wochenlang auf Reisen. Conrad wird mehrfach auf diese Situation angesprochen, zeigt aber keine Reaktion und lässt die Entwicklung treiben.
Am Ende klärt sich für Conrad der Mord an seiner Schwägerin durch eine zufällige Begegnung. Während einer Geschäftsreise nach Berlin wird er von einem Herrn Botulitzky angesprochen, jenem Mann, der damals als Medizinstudent mit im Abteil war und den Totenkopf zur Verfügung stellte: Das Gespräch mit ihm enthüllt Conrad Schreckliches: Er selbst ist es, der die Schwester seiner Frau auf dem Gewissen hat. Auf jener jugendlichen Zugfahrt nämlich saß im Nachbarabteil seine zukünftige Schwägerin Louison Veik. Diese erschrak durch den Schabernack so sehr, dass sie bewusstlos wurde. Sie hatte am offenen Fenster ihres Zugabteils gestanden, kippte halb aus diesem Fenster und prallte mit dem Kopf gegen eine Mauerkante im Tunnel. Louison Veik wurde durch den Schlag getötet, der ihren Körper wieder in das Zugabteil zurückschleuderte, was die Untersuchenden später annehmen ließ, sie wäre Opfer eines Raubüberfalls im Zug geworden.
Als Conrad nach seinen erhellenden und alles ändernden Ermittlungen heimkehrt, bemerkt er, dass seine Frau ihn betrügt. So übernachtet er bei einem Freund. Eine Hausbewohnerin will dort in der Nacht mit Hilfe von Gas Suizid begehen, es entzündet sich in einer Explosion, der Conrad zum Opfer fällt.

## Textgattung
An der Oberfläche ist das Buch ein spannender Kriminalroman mit einer etwas langen Vorgeschichte.
Auf tieferer Ebene aber geht es um die Entwicklung und Lebenseinstellung Conrads. Weil er, Konformist und Opportunist, immer tut, was man von ihm erwartet und was seiner Karriere förderlich ist, bleibt er innerlich hohl und entwickelt keinen Charakter. Die Beschäftigung mit dem Mordfall symbolisiert seine Suche nach Identität. Die Aufklärung jedoch zeigt in doppeltem Sinne, dass er selbst den Grundstein für sein Unglück gelegt hat. Damit schließt sich auch der Kreis zum Anfang des Romans, dessen erster Satz lautet: „Jeder bekommt seine Kindheit über den Kopf gestülpt wie einen Eimer. Später erst zeigt sich, was darin war. Aber ein ganzes Leben lang rinnt das an uns herunter, da mag einer die Kleider oder auch Kostüme wechseln wie er will.“

## Ausgaben
- Heimito von Doderer: Ein Mord, den jeder begeht. Roman.  C. H. Beck’sche Verlagsbuchhandlung, München 1938. (Die Bücher der Neunzehn 41)
- Heimito von Doderer: Das erzählerische Werk in neun Bänden. Band 4. Ein Mord den jeder begeht. C. H. Beck, München 1995, ISBN 3-406-39895-2.

## Verfilmung
Der Regisseur Claus Peter Witt hat den Roman 1979 für das Fernsehen verfilmt. Es spielten Joachim Dietmar Mues (Conrad Castiletz), Claudia Butenuth (Marianne Castiletz geb. Veik), Erich Schellow, Herbert Steinmetz, Benno Sterzenbach, Henning Schlüter, Dieter Prochnow, E. O. Fuhrmann, Monica Bleibtreu u. a.

## Rezeption
- Jan Bürger: Heimito von Doderer und der Kirchheimer Tunnel in Lauffen a.N. Deutsche Schillergesellschaft, Marbach am Neckar 2008, ISBN 978-3-937384-42-9.